# Корпус Ланкастер-Осло-Берген
Корпус Lancaster-Oslo/Bergen (LOB) — це колекція британських англійських текстів з мільйонів слів, яка була складена в 1970-х роках у співпраці між Університетом Ланкастера, Університетом Осло та Норвезьким обчислювальним центром гуманітарних наук, Берген, щоб надати британський аналог Браунівського корпусу, складеному Генрі Кучерою та В. Нельсоном Френсісом для американської англійської мови в 1960-х роках.
Його композиція була розроблена, щоб максимально відповідати оригінальному корпусу Брауна з точки зору його розміру та жанрів із використанням документів, опублікованих у Великобританії британськими авторами. Обидва корпуси складаються з 500 зразків, кожен із яких містить близько 2000 слів у таких жанрах:
| Етикетка | Текстова категорія                    | Браунівський корпус | Корпус Ланкастер-Осло-Берген |
| -------- | ------------------------------------- | ------------------- | ---------------------------- |
| A        | Преса: репортаж                       | 44                  | 44                           |
| B        | Преса: редакція                       | 27                  | 27                           |
| C        | Преса: рецензії                       | 17                  | 17                           |
| D        | Релігія                               | 17                  | 17                           |
| E        | Навички, професії та хобі             | 36                  | 38                           |
| F        | Популярні знання                      | 48                  | 44                           |
| G        | Художня література, біографія, нариси | 75                  | 77                           |
| H        | Різне (документи, звіти тощо)         | 30                  | 30                           |
| J        | Наукові праці                         | 80                  | 80                           |
| K        | Загальна художня література           | 29                  | 29                           |
| L        | Містика і детектив                    | 24                  | 24                           |
| M        | Наукова фантастика                    | 6                   | 6                            |
| N        | Пригоди та західна фантастика         | 29                  | 29                           |
| P        | Романтика та історія кохання          | 29                  | 29                           |
| R        | Гумор                                 | 9                   | 9                            |
|          | Разом                                 | 500                 | 500                          |

Корпус також позначений тегами, тобто кожному слову присвоєно категорії частини мови.

## Зовнішні посилання
- Посібник LOB Corpus [Архівовано 1 квітня 2022 у Wayback Machine.]
- LOB Corpus з Оксфордського текстового архіву [Архівовано 3 березня 2022 у Wayback Machine.]